# Verdena - 7EP Limited Edition
Verdena - 7EP Limited Edition è una raccolta del gruppo musicale alternative rock italiano Verdena, pubblicato il 18 aprile 2011.
Si tratta di un box contenente gli EP del gruppo usciti dal 1999 al 2007, pubblicato dalla Universal.

## Gli EP

### Valvonauta EP
1. Valvonauta - 4:24
2. Dentro Sharon - 3:32
3. Bonne nouvelle (Demo) - 3:57
4. Piuma - 3:33

Pubblicato nel 1999; musica dei Verdena, testi di Alberto Ferrari, edizioni Jestrai Ed. Mus., registrato e mischiato allo Studio Sonica a Calenzano (FI) da Francesca Carpanelli e Giorgio Canali, eccetto Piuma registrata da Alberto Ferrari con registratore 4 piste.
- Produzione esecutiva: Sonica
- Realizzazione artistica: Verdena e Giorgio Canali
- Editing: Giorgio Canali e Giovanni Gasparini
- Mastering: tracks 1, 2 Giovanni Gasparini, tracks 3, 4 Claudio Giussani
- Foto: Giovanni Canitano
- Grafica: Paolo De Francesco

### Viba EP
1. Viba - 3:50
2. Stenuo - 5:22
3. Sunshine of your love (Cover) - 4:33
4. Cretina - 3:58

Pubblicato nel 2000; Musica dei Verdena e testi Alberto Ferrari tranne per la traccia 3.
Traccia 1
- Produzione esecutiva: Sonica
- Realizzazione Artistica: Verdena e Giorgio Canali
- Registrato e mixato: Studio Sonica a Calenzano (FI) da Francesca Carpanelli e Giorgio Canali nel 1999

Tracce 2, 3, 4
- Registrazione: Newmotorinside Studio nel settembre 1999
- Prodotto e mixato dai Verdena
- Foto & Grafica: Paolo De Francesco
- Management: Gian Paolo Giabini

### Spaceman EP
1. Spaceman - 4:37
2. Blue - 4:30
3. Reverberation (Cover) - 6:04
4. Sipario - 2:21

Pubblicato nel 2001; Musica dei Verdena, testi di Alberto Ferrari tranne traccia 3. Prodotte dai Verdena e Manuel Agnelli
Tracce 1, 4
Registrate e mixate da Maurice Andiloro presso "Officine Meccaniche", Milano.
Tracce 2, 3
Registrate e mixate da Alberto Ferrari presso "Henhouse Studio" - Albino (Bergamo).
- Masterizzato da Paul Libson
- Management: lunatik.it
- Foto & Grafica: Paolo De Francesco

### Miami Safari EP
1. Miami Safari - 3:35
2. Solo un grande sasso pt. 1 - 5:29
3. Solo un grande sasso pt. 2 - 6:29
4. Creepy smell (Cover) - 1:48
5. Morbida - 2:41

Pubblicato nel 2002; Musica dei Verdena, testi Alberto Ferrari, eccetto traccia 4.
- Registrate, masterizzate e mixate: Alberto Ferrari e Davide Perucchini presso "Henhouse Studio" - Albino (Bergamo)
- Editing: Alessandro Dentico
- Prodotto: Verdena
- Foto & Grafica: Paolo De Francesco
- Management: lunatik.it

### Luna EP
1. Luna - 3:35
2. Harvest (Cover) - 3:11
3. Le tue ossa nell'altitudine - 5:06
4. Apice - 5:01
5. Omashee - 3:15

Pubblicato nel 2004; Musica dei Verdena, testi Alberto Ferrari, eccetto Omashee testo di Luca Ferrari e Harvest testo e musica di Neil Young.
- Registrato: Alberto Ferrari presso "Henhouse Studio" - Albino (Bergamo).
- Fonica: Davide Perucchini
- Masterizzato: Ian Cooper e Alberto Ferrari presso "Metropolis" (Londra)
- Management: lunatik.it
- Foto & Grafica: Paolo De Francesco
- Alberto Ferrari: Chitarre, voci e batteria in Omashee
- Luca Ferrari: batteria e percussioni, chitarra e voce in Omashee
- Roberta Sammarelli: basso
- Fidel Fogaroli: Rhodes e mellotron

### Elefante EP
1. Elefante - 3:05
2. Perfect Day - 2:51
3. Mu - 2:38
4. Corteccia (Nell'up-nea) - 6:21
5. Passi da gigante - 5:59

Pubblicato nel 2004; Musica dei Verdena, testi Alberto Ferrari.
- Editing: Underlab Lysergic Sound Laboratory
- Design: www.filippovezzali.com Archiviato il 10 luglio 2011 in Internet Archive.
- Registrato e mixato: Alberto Ferrari, Davide Perucchini presso "Henhouse Studio" - Albino (Bergamo)
- masterizzato: Ian Cooper, Alberto Ferrari, Underlab Lysergic Sound Laboratory

### Caños EP
1. Caños - 3:42
2. Malaga - 1:39
3. L'ora è buia - 3:16
4. Parabellum - 6:28
5. His latest flame (Marie's the name) (Cover) - 2:19
6. Fluido - 6:39

Pubblicato nel 2007; Musica dei Verdena, testi Alberto Ferrari. Eccetto: Parabellum, Musiche di Stefano Facchielli e Verdena e His latest flame (Marie's the name), Musiche di Doc Pomus e testo di Mort Shuman.
- Prodotto: Alberto Ferrari
- Masterizzato: Alberto Ferrari
- Management: lunatik.it
- Registrato: Alberto Ferrari e Antonio Copertino
- Mixato: Alberto Ferrari

## Formazione
- Alberto Ferrari: Voci, cori, chitarra elettrica, chitarra acustica, chitarra sitar, basso, mellotron, sinth, piano wurlitzer,  casio, lexicon, batteria, percussioni
- Luca Ferrari: Batteria, percussioni, sinth, mellotron, tastiere, drum machine, chitarra, voce
- Roberta Sammarelli: Basso, piano wurlitzer, mellotron, rhodes, piano, voce, cori
- Fidel Fogaroli: Piano, piano rhodes, mellotron, noise
- Andrea "Chaki" Gaspari: opus 3
- Nagaica Calori: trombe
- Davide P.: Delay machine, voci
- Pina: voci
- Ulla (cane): voce "woof woof"